# Dark Angel: The Ascent
Dark Angel: Ascent  (cu sensul de Îngerul întunecat: Ascensiunea) este un film de groază supranatural romantic românesc și american  din 1994  care a fost regizat de Linda Hassani. A fost lansat direct pe video de Full Moon Entertainment.

## Prezentare
Veronica (Angela Featherstone) este o tânără demon cu o atitudine rebelă care visează să trăiască printre ființele umane de pe Pământ. Ea vorbește în mod constant ce nu trebuie și pune la îndoială căile demonilor, ceea ce îi aduce pedeapsă după pedeapsă. Sătul de toate acestea, tatăl ei, Hellikan (Nicholas Worth) încearcă să o ucidă, dar mama ei, Theresa (Charlotte Stewart) îl oprește pe Hellikan și Veronica scapă cu câinele său infernal, Hellraiser. Prietena ei Mary, îi arată o deschidere secretă către Pământul de deasupra; ea trece prin deschidere și ajunge într-o canalizare. Pe măsură ce pășește pe Pământ, forma ei demonică dispare și devine om. Prin urmare, este goală. În timp ce Veronica depune eforturi pentru a se acoperi cu ceva, este lovită de o mașină.
Dr. Max Barris, un medic la spitalul din apropiere, are grijă de rănile sale și, în curând, se atașează de ea. O invită să rămână cu el.
Ea începe să iasă noaptea și este martoră la o pereche de războinici de stradă care atacă o femeie cu intenția clară de a o viola. Veronica intervine ucigându-i. Când Max află, îi cere Veronicăi să-i dezvăluie ce este ea cu adevărat. Max respinge acest lucru și o acceptă pentru ceea ce este acum.
Veronica își face o cauză din a încerca să scape lumea muritoare de păcătoși în timp ce se îndrăgostește de un om.

## Distribuție
- Angela Featherstone - Veronica
- Daniel Markel - Dr. Max Barris
- Nicholas Worth - Tatăl / Hellikin
- Charlotte Stewart - Mama / Theresa
- Milton James - primarul Wharton
- Mike Genovese - detectivul Harper
- Michael C. Mahon - detectivul Greenburg
- câinele Heros - Hellraiser
- Constantin Drăgănescu - Om în iad
- Cristina Stoica - Maria
- Valentin Teodesiu - Profesorul iadului
- Marius Stănescu - Profet fals
- Constantin Cotimanis - Profet fals